# Muntanya de Sant Roc
La Muntanya de Sant Roc és una serra situada entre els municipis de Sant Gregori i de Sant Martí de Llémena a la comarca del Gironès, amb una elevació màxima de 326 metres.